# I.B.I
I.B.I (hangul: 아이비아이; também conhecido como IBI) foi um grupo feminino sul-coreano formado pela LOEN Entertainment. Todas as cinco integrantes foram concorrentes no reality show Produce 101. O grupo realizou sua estreia oficial em 15 de agosto de 2016 com o single Mollae Mollae. O grupo promoveu sob a LOEN Entertainment enquanto as integrantes permaneceram em suas respectivas gravadoras.

## História

### Produce 101
O reality show Produce 101 foi exibido entre janeiro e abril de 2016, com 101 estagiários de diferentes gravadoras. Enquanto as 11 finalistas do programa estrearam como integrantes do grupo projeto IOI, as concorrentes Haein (anteriormente da SS Entertainment), Sohee (Music Works), Chaekyung (DSP Media), Suhyun (anteriormente da SS Entertainment) e Hyeri (Star Empire Entertainment) ficaram respetivamente entre 12 e 27 lugares no episódio final. A LOEN Entertainment então revelou que formaria um novo grupo com as concorrentes de segundo lugar do programa.
Todas as integrantes do IBI (com exceção de Chaekyung) apareceram no segundo episódio do reality show IOI LAN Cable Friend em junho de 2016.
LOEN Entertainment começou a promover IBI com uma série de vídeos individuais das integrantes cantando sua canção favorita ao vivo. Uma série webtoon intitulada IBI's Debut Story desenhada pelo artista Omyo também foi lançada na mesma época, em cinco partes que contam as histórias das integrantes.

### 2016:Mollae Mollae
O grupo lançou digitalmente o single Mollae Mollae em 18 de agosto de 2016. No mesmo dia, elas realizaram sua primeira performance ao vivo, no programa M! Countdown. Em 19 de agosto, o grupo realizou uma apresentação no Music Bank. Elas realizaram um show de guerrilha chamada "Run To You" no Dongdaemun Design Plaza, performando sua canção Mollae Mollae e os singles de Produce 101, When The Cherry Blossom Fade e Pick Me.
Em 22 de setembro, o grupo foi pra Tailândia para gravar seu reality show de seis episódios, chamado Hello IBI, que foi exibido entre 8 de outubro e 12 de novembro.

## Integrantes
- Haein (hangul: 해인), nascida Lee Haein (hangul: 이해인) em 4 de julho de 1994 (30 anos) em Masan, Gyeongsang do Norte, Coreia do Sul.
- Sohee (hangul: 소희), nascida Kim Sohee (hangul: 김소희) em 20 de janeiro de 1995 (30 anos) em Busan, Coreia do Sul.
- Chaekyung (hangul: 채경), nascida Yoon Chaekyung (hangul: 윤채경) em 7 de julho de 1996 (28 anos) em Incheon, Coreia do Sul.
- Suhyun (hangul: 수현), nascida Lee Suhyun (hangul: 이수현) em 5 de setembro de 1996 (28 anos) em Ansan, Coreia do Sul.
- Hyeri (hangul: 혜리), nascida Han Hyeri (hangul: 한혜리) em 24 de agosto de 1997 (27 anos) em Gwangmyeong, Gyeonggi, Coreia do Sul.

## Discografia

### Singles
| Título                   | Detalhes                                                                                       | Melhor posição nas paradas | Vendas (Digital Download) | Album                  |
| Título                   | Detalhes                                                                                       | KOR                        | Vendas (Digital Download) | Album                  |
| ------------------------ | ---------------------------------------------------------------------------------------------- | -------------------------- | ------------------------- | ---------------------- |
| "Molae Molae (몰래몰래)" | - Largamente: 18 de agosto de 2016 - Gravadora: LOEN Entertainment - Formato: Digital Download | 51                         | - KOR: 50,634+            | MOLAE MOLAE (몰래몰래) |

## Videografia

### Videoclipes
| Ano  | Nome                     | Duração | Notas                                    |
| ---- | ------------------------ | ------- | ---------------------------------------- |
| 2016 | "Molae Molae (몰래몰래)" | 4:05    | Produtor: K.I.D; Compositor: ZigZag Note |